# 茂庭照幸
茂庭 照幸（もにわ てるゆき、1981年9月8日 - ）は、東京都品川区生まれ、神奈川県厚木市出身の元日本代表プロサッカー選手、サッカー指導者。現役時代のポジションはディフェンダー（主にセンターバック）。
2006年ドイツW杯日本代表メンバー。

## プロ入り前
東京都品川区に生まれ、小学校3年生の時に仲間内でキックベースが流行ったことをきっかけに神奈川県厚木市のゴールプランダーズ(GP)でサッカーを始める。フォワードとして活躍していたが、6年生の時（1993年）にセンターバックへのコンバートを言い渡され、以来このポジションを中心にプレー。県内のサッカー大会では同い年で後にチームメートとなるライバル、石川直宏と熾烈なマッチアップを繰り広げた。同年の全日本少年サッカー大会では全国ベスト8に進出するも、小松原学が所属する群馬県代表のFC邑楽に敗れた。
中学時代からベルマーレ平塚のジュニアユースに所属。小松原とはチームメートになった。一時期は中学の陸上部、バスケットボール部を掛け持ちしていた時期もあった。平塚ユースに昇格すると1年時には3年の先輩と、2年時にはサテライトの選手と、3年時にはトップチームの選手というように飛び級でプレーするようになる。この頃は洪明甫のプレーに憧れを抱き、その後も尊敬する選手の一人として度々名前を挙げていた。
神奈川県立大秦野高等学校（現・神奈川県立秦野総合高等学校）卒業。

## プロ入り後

### 湘南ベルマーレ
1999年、ユースに籍を置いたままトップチームに登録され、8月18日の市原戦でJ1初出場。
翌2000年、J2降格・体制変更とともに改称し湘南ベルマーレとなったクラブのトップチームに昇格し、第3節大分戦でスターティングメンバーに起用されると、その後もコンスタントに出場機会を掴み、U-19日本代表として同年開催のアジアユースにも出場。
2001年にはセンターバックでコンビを組んだパラシオスから厳しく叱咤され「モニー!ウェーーークアーープ！」と怒声を飛ばされたこともあったが、必死に食らい付き実力を磨いていった。同年、FIFAワールドユースアルゼンチン大会に臨むU-20日本代表に選出されたが、開幕直前の肉離れによって帰国を余儀なくされた。

### FC東京
2002年、J1でのプレーを希望し、FC東京へ期限付き移籍。センターバックにはジャーンと伊藤哲也が入ったため、不慣れなサイドバックでの出場が続き、イージーミスも散見されたが、伊藤のコンディション不良もあって次第にセンターバックでの出場機会を増やした。
2003年よりFC東京へ完全移籍。ジャーンと抜群のコンビネーションを見せ、リーグ最小失点の堅守を築いたことによって、同年10月にはA代表へ初選出され、アウェーのチュニジア戦で国際Aマッチ初出場を果たした。この経験がアテネ五輪予選を戦うU-22日本代表でも活かされ、予選突破に貢献。2004年には本大会メンバーに選出され 3戦にフル出場した。
五輪からの帰国後に行われた同年のナビスコカップでは、原博実監督から課題として挙げられていた全力プレーを見せ、最終ラインの砦として優勝に貢献。浦和との決勝戦では俊足の相手FWエメルソンを徹底して追尾し、持ち前の卓越したスピードに裏付けられた対人守備の強さを発揮した。
2005年、東アジア選手権中国戦で国際Aマッチ初得点を記録、続くFIFAコンフェデレーションズカップ2005にも中澤佑二の負傷を受けて追加招集された。クラブでは自己最多となる公式戦40試合出場を記録し、リーグ戦での無警告によってフェアプレー個人賞を受賞した。
翌年、2006 FIFAワールドカップ本大会のメンバーからの落選を受け、ハワイで休暇を過ごしているところ、大会現地でメンバーの田中誠の負傷による追加招集の報せを受け、急遽バカンス先から開催地ドイツに直行。チーム最年少であった。さらに初戦のオーストラリア戦で先発の坪井が負傷退場したため、後半途中から出場も果たした。同年末入籍。
2007年は、前年に古傷の左大腿部を痛めながらも強行出場を続けた経緯から早い時期より念入りに調整を行っていたが、1月の練習中に左肩を脱臼し、キャンプに参加することができなかった。万全のコンディションを作れないままシーズンを迎えたことや、最高のパートナーだったDFジャーンの退団、守備戦術の変化といった要因が重なり、反応の遅れによるファウルやPKを与えるなど精彩を欠いた。自慢のクリーンなハードマークを取り戻すには時間を要し、それ以降A代表には呼ばれていない。
2008年はキャンプでの追い込みが奏功し、 レギュラーへと返り咲いた。DF佐原秀樹をパートナーに得て好プレーを続けたが、城福浩監督は、茂庭のボール捌きや繋ぐ能力は他のJリーガーと比べても高いと評しながらも、スタミナ不足に起因する集中力の欠如からのミスが多いと指摘。茂庭に対して前監督の原も課題に挙げていた練習から全てを出し尽くす姿勢を要求し、2009年序盤にはMF米本拓司の抜擢に伴うメンバー再編により、センターバックには今野泰幸とブルーノ・クアドロスを起用。茂庭は先発から外された。同時期に左足底腱を負傷したことも重なり、今野・ブルーノのコンビが定着したため茂庭の出場機会は限られたが、今野が代表招集によって不在となった同年9月のナビスコカップ準決勝清水戦ではフル出場。ブルーノが出場停止となった10月のJ1第28節名古屋戦でもFWケネディのマークに注力。しかし、プレー中の交錯によりケネディの肘が茂庭の顔面に当たり、眼窩底を骨折。以後の公式戦出場は無く、この年をもってFC東京との契約を満了した。

### セレッソ大阪
2010年、セレッソ大阪へ完全移籍。同じく新加入の上本大海とのセンターバックのコンビでこの年リーグ2位の失点数となる堅守を構築し、チームのJ1復帰1年目でのAFCチャンピオンズリーグ出場権獲得に貢献。さらに自身初となる公式戦全試合出場も果たし復活のシーズンとなった。
2011年には退団した羽田憲司に代わってキャプテンを務め、同年及び2012年にはフィールドプレーヤーとしてはチーム最多最長出場を記録した。
2013年も先発出場を続けていたが、7月に右足の出術を受けて戦列を離れた。復帰戦となった古巣FC東京との試合で健在ぶりを見せつけ、タイ・プレミアリーグのバンコク・グラスFC（現：BGパトゥム・ユナイテッドFC）から熱烈なオファーを受けた。この年限りでC大阪との契約を満了し、12月に同クラブへの完全移籍が発表された。

### バンコク・グラスFC
第1節チェンライ・ユナイテッドFC戦で早速フル出場し完封勝利。早々に主力として定位置を確保し、FAカップ優勝に貢献した。同年4月のタイ・リーグカップサムットサコーン戦では自陣から長距離シュートを決めている。

### セレッソ大阪復帰
C大坂強化部長の大熊清への「直談判（茂庭談）」を経て、2015年1月よりセレッソ大阪へ完全移籍で復帰。同年は試合終盤に投入されることが多く、大熊も期待を寄せる味方への力強い鼓舞で守りきる役割を担った。第42節東京Vでは自身初の1試合2得点を記録した。
2017年5月14日、第11節のサンフレッチェ広島戦で史上93人目となるJ1通算300試合を達成した。
2018年は、プロ入り後初のリーグ戦無出場に終わり、公式戦出場はACLの1試合のみだった。同年を以て契約満了によりC大阪を退団。

### FCマルヤス岡崎
2019年、JFLのFCマルヤス岡崎へ移籍。

### FC刈谷
2023年1月1日に東海社会人サッカーリーグ1部のFC刈谷に完全移籍を発表。
2023年12月15日、2023シーズン限りで現役を引退することが発表された。その2日後の12月17日、2024シーズンからFC刈谷監督に就任することが発表された（JFA公認A級コーチジェネラルライセンス取得済み）。
2024年11月29日、退任が発表された。

## トピックス
- 才能と強運を持ち合わせた選手と評され、自身も強運の持ち主であると認めている[70]。
  - 2003年10月のA代表初招集は手島和希の負傷による追加招集であった[71]。5日に選出が発表されると[72] そのままアウェー遠征に帯同し、同月8日には国際Aマッチ初出場。フェイスガードをつけながらのプレーだったが、クリア気味のボール[21]が上手く柳沢敦へのスルーパスとなり決勝点をアシストした[73]。
  - 2004年2月、日本代表候補合宿中に複数選手[注 5]と共に夜間無断外出していたことが発覚。規律を重んじる監督・ジーコの逆鱗に触れたが[74]、その後も代表に選出された。
- 明るく憎めないキャラクターの持ち主で[14][15]「セールスポイントはルックス」と真顔で言い放ち[75]「サッカー選手になっていなかったら?」との問いには「芸能人・タレント」と回答する[14][15]目立ちたがり屋であるが[37]、石川直宏らチームメイトによればシャイな一面を持っており、ファンと接する際には照れ隠しで[11]敢えてめんどくさそうに対応していると指摘される。
- クラブチームおよび日本代表における茂庭への応援スタイルは、「もーにーわ!」と連呼しながら「わ」の所で両腕を使って頭上で大きな輪を作る、独特のものである[76][15][18][60]。
- アテネ五輪予選では阿部勇樹の蹴った直接フリーキックが茂庭の体に当たってしまい得点を逃したことがあった。茂庭は「どいたところへボールが来てしまった」と弁解したが[24]、ボールを避けようとしたこの時の姿勢が滑稽だったこともあり、この珍事は「週刊サッカーダイジェスト」に連載されていた4コマ漫画『スーパーさぶっ!!劇場』で「どんな状況でも茂庭がシュートをブロックする幻影が見えてしまう阿部」という格好のネタにされた。FC東京でも今野泰幸のシュートをブロックしてしまった直後だっただけにサポーターの間でも盛り上がった[24]。なお、茂庭の国際Aマッチ初得点は、阿部の直接FKが相手GKにセーブされたところへ頭から飛び込んで決めたものである[22]。
- 国際Aマッチ初出場となったチュニジア戦では、中田英寿に「そこはおまえがいけ」とコーチングをするが「なんでだよ」と言い返された。それ以前にも中田にあいさつに行った際「ベルマーレにいた茂庭です」と言うと「そうなの?」と返されたり（もっとも、中田在籍時の茂庭は二種登録でユースが主戦場だったため、練習で顔を会わせることは少なかった）、試合中に「おい、モ!モ!」と「茂」だけ連呼されていた[73]（実際は中田が茂庭をからかっていたと宮本恒靖が後に語っており、平塚での後輩ということなのか、中田には珍しく茂庭個人を集中的にからかう節があった）。
- 2005年10月26日に、愛車のトヨタ・ランドクルーザーV8が盗難にあった[2]。12月に監督を退任した原博実からはお別れイベントの際「クルマの事はもう忘れろよ」との言葉を置き土産に貰った。翌年4月にはナンバープレートだけが見つかり、茂庭の元に戻った（ちなみにそのナンバープレートの数字は茂庭という名前を意識したものだった。）ためナンバープレートと一緒に記念撮影を行った[75]。
- JOMOオールスターサッカー2006では周りに誰もいないことを確認してから意味のないまたぎフェイントを行った[75]。後日、前日練習でふざけてやったところパウロ・アウトゥオリや小野伸二が気に入り、試合でもやるように促されたからだとコメントしている[77]。

## 所属クラブ
ユース経歴
- 1990年 - 1993年 厚木ゴールプランダーズ (厚木市立依知南小学校)[5]
- 1994年 - 1996年 ベルマーレ平塚ジュニアユース (厚木市立依知中学校)[5]
- 1997年 - 1999年 ベルマーレ平塚ユース (神奈川県立大秦野高等学校)[5]

プロ経歴
- 2000年 - 2002年  湘南ベルマーレ
  - 2002年  FC東京 (期限付き移籍)
- 2003年 - 2009年  FC東京
- 2010年 - 2013年  セレッソ大阪
- 2014年  バンコク・グラスFC
- 2015年 - 2018年  セレッソ大阪
- 2019年 - 2022年  FCマルヤス岡崎
- 2023年  FC刈谷

## 個人成績
| 国内大会個人成績 | 国内大会個人成績 | 国内大会個人成績 | 国内大会個人成績 | 国内大会個人成績 | 国内大会個人成績 | 国内大会個人成績 | 国内大会個人成績 | 国内大会個人成績 | 国内大会個人成績 | 国内大会個人成績 | 国内大会個人成績 |
| 年度             | クラブ           | 背番号           | リーグ           | リーグ戦         | リーグ戦         | リーグ杯         | リーグ杯         | オープン杯       | オープン杯       | 期間通算         | 期間通算         |
| 年度             | クラブ           | 背番号           | リーグ           | 出場             | 得点             | 出場             | 得点             | 出場             | 得点             | 出場             | 得点             |
| 日本             | 日本             | 日本             | 日本             | リーグ戦         | リーグ戦         | リーグ杯         | リーグ杯         | 天皇杯           | 天皇杯           | 期間通算         | 期間通算         |
| ---------------- | ---------------- | ---------------- | ---------------- | ---------------- | ---------------- | ---------------- | ---------------- | ---------------- | ---------------- | ---------------- | ---------------- |
| 1999             | 平塚             | 24               | J1               | 11               | 0                | 1                | 0                | 1                | 0                | 13               | 0                |
| 2000             | 湘南             | 2                | J2               | 12               | 0                | 2                | 0                | 0                | 0                | 14               | 0                |
| 2001             | 湘南             | 22               | J2               | 29               | 0                | 2                | 0                | 2                | 0                | 33               | 0                |
| 2002             | FC東京           | 2                | J1               | 19               | 0                | 1                | 0                | 1                | 0                | 21               | 0                |
| 2003             | FC東京           | 2                | J1               | 27               | 0                | 7                | 0                | 1                | 0                | 35               | 0                |
| 2004             | FC東京           | 2                | J1               | 22               | 1                | 6                | 0                | 1                | 0                | 29               | 1                |
| 2005             | FC東京           | 2                | J1               | 32               | 0                | 6                | 0                | 2                | 0                | 40               | 0                |
| 2006             | FC東京           | 2                | J1               | 24               | 0                | 4                | 0                | 0                | 0                | 28               | 0                |
| 2007             | FC東京           | 2                | J1               | 17               | 0                | 3                | 0                | 3                | 0                | 23               | 0                |
| 2008             | FC東京           | 2                | J1               | 22               | 0                | 7                | 0                | 2                | 0                | 31               | 0                |
| 2009             | FC東京           | 2                | J1               | 9                | 0                | 3                | 0                | 0                | 0                | 12               | 0                |
| 2010             | C大阪            | 3                | J1               | 34               | 0                | 6                | 0                | 3                | 0                | 43               | 0                |
| 2011             | C大阪            | 3                | J1               | 33               | 0                | 1                | 0                | 5                | 0                | 39               | 0                |
| 2012             | C大阪            | 3                | J1               | 33               | 0                | 8                | 0                | 3                | 0                | 44               | 0                |
| 2013             | C大阪            | 3                | J1               | 16               | 0                | 5                | 0                | 2                | 0                | 23               | 0                |
| タイ             | タイ             | タイ             | タイ             | リーグ戦         | リーグ戦         | リーグ杯         | リーグ杯         | FA杯             | FA杯             | 期間通算         | 期間通算         |
| 2014             | バンコクG        | 3                | プレミア         | 32               | 0                | 0                | 0                | 0                | 0                | 32               | 0                |
| 日本             | 日本             | 日本             | 日本             | リーグ戦         | リーグ戦         | リーグ杯         | リーグ杯         | 天皇杯           | 天皇杯           | 期間通算         | 期間通算         |
| 2015             | C大阪            | 33               | J2               | 14               | 2                | -                | -                | 0                | 0                | 14               | 2                |
| 2016             | C大阪            | 3                | J2               | 20               | 0                | -                | -                | 2                | 0                | 22               | 0                |
| 2017             | C大阪            | 3                | J1               | 1                | 0                | 9                | 0                | 4                | 0                | 14               | 0                |
| 2018             | C大阪            | 3                | J1               | 0                | 0                | 0                | 0                | 0                | 0                | 0                | 0                |
| 2019             | マルヤス         | 35               | JFL              | 15               | 0                | -                | -                | -                | -                | 15               | 0                |
| 2020             | マルヤス         | 35               | JFL              | 3                | 0                | -                | -                | 0                | 0                | 3                | 0                |
| 2021             | マルヤス         | 35               | JFL              | 9                | 0                | -                | -                | -                | -                | 9                | 0                |
| 2022             | マルヤス         | 35               | JFL              | 0                | 0                | -                | -                | -                | -                | 0                | 0                |
| 2023             | 刈谷             | 3                | 東海1部          | 3                | 1                | -                | -                | -                | -                | 3                | 1                |
| 通算             | 日本             | 日本             | J1               | 300              | 1                | 67               | 0                | 28               | 0                | 395              | 1                |
| 通算             | 日本             | 日本             | J2               | 75               | 2                | 4                | 0                | 4                | 0                | 83               | 2                |
| 通算             | 日本             | 日本             | J3               | 6                | 0                | -                | -                | -                | -                | 6                | 0                |
| 通算             | 日本             | 日本             | JFL              | 27               | 0                | -                | -                | 0                | 0                | 27               | 0                |
| 通算             | 日本             | 日本             | 東海1部          | 3                | 1                | -                | -                | -                | -                | 3                | 1                |
| 通算             | タイ             | タイ             | プレミア         | 32               | 0                | 0                | 0                | 0                | 0                | 32               | 0                |
| 総通算           | 総通算           | 総通算           | 総通算           | 443              | 4                | 71               | 0                | 32               | 0                | 546              | 4                |

- 1999年は平塚ユース所属。

| 2016   | C大23  | 3      | J3     | 2 | 0 | 2 | 0 |
| 2017   | C大23  | 3      | J3     | 4 | 0 | 4 | 0 |
| 通算   | 日本   | 日本   | J3     | 6 | 0 | 6 | 0 |
| 総通算 | 総通算 | 総通算 | 総通算 | 6 | 0 | 6 | 0 |

その他の公式戦
- 2015年
  - J1昇格プレーオフ 2試合0得点

| 国際大会個人成績 | 国際大会個人成績 | 国際大会個人成績 | 国際大会個人成績 | 国際大会個人成績 |
| 年度             | クラブ           | 背番号           | 出場             | 得点             |
| AFC              | AFC              | AFC              | ACL              | ACL              |
| ---------------- | ---------------- | ---------------- | ---------------- | ---------------- |
| 2011             | C大阪            | 3                | 8                | 0                |
| 2018             | C大阪            | 3                | 1                | 0                |
| 通算             | AFC              | AFC              | 9                | 0                |

出場歴
- 1999年8月18日：Jリーグ初出場 - J1 2nd第3節 vsジェフユナイテッド市原 (平塚)[1]
- 2004年6月19日：Jリーグ初得点 - J1 1st第14節 vs名古屋グランパスエイト (味スタ)[1]
- 2005年9月10日：J1・100試合出場 - J1第23節 vs清水エスパルス (国立)
- 2010年8月08日：J1・200試合出場 - J1第17節 vs川崎フロンターレ (金鳥)
- 2014年2月22日：タイ・プレミアリーグ初出場 - 第1節 vsチェンライ・ユナイテッドFC  (United Stadium of Chiangrai) [57]

## 代表歴
- 2003年10月08日：国際Aマッチ初出場 - 親善試合 vsチュニジア代表 (スタッド・エル・メンザ)[29]
- 2005年08月03日：国際Aマッチ初得点 - 東アジアサッカー選手権2005決勝大会第2戦 vs中国代表 (大田)[29]

### 出場大会など
- U-18日本代表
  - 1999年 - SBSカップ 国際ユースサッカー
- U-19日本代表
  - 2000年 - ジャパンユースカップ、テルボルグ国際ユース大会、AFCユース選手権（準優勝）
- U-20日本代表
  - 2001年 - トゥーロン国際大会
- U-21日本代表
  - 2002年 - トゥーロン国際大会（3位）、第14回アジア競技大会（準優勝）
- U-22日本代表
  - 2003年 - アテネオリンピックアジア二次予選
- U-23日本代表
  - 2004年 - アテネオリンピックアジア最終予選、アテネオリンピック
- 日本代表
  - 2003年 -  東アジア選手権
  - 2004年
  - 2005年 - FIFAコンフェデレーションズカップ、東アジア選手権、FIFAワールドカップアジア最終予選
  - 2006年 - FIFAワールドカップ

### 試合数
- 国際Aマッチ 9試合 1得点 (2003年 - 2006年)[29]

| 日本代表 | 国際Aマッチ | 国際Aマッチ |
| 年       | 出場        | 得点        |
| -------- | ----------- | ----------- |
| 2003     | 2           | 0           |
| 2004     | 1           | 0           |
| 2005     | 4           | 1           |
| 2006     | 2           | 0           |
| 通算     | 9           | 1           |

### 出場
| No. | 開催日         | 開催都市             | スタジアム                       | 対戦相手       | 結果 | 監督   | 大会                   |
| --- | -------------- | -------------------- | -------------------------------- | -------------- | ---- | ------ | ---------------------- |
| 1.  | 2003年10月08日 | チュニス             |                                  | チュニジア     | ○1-0 | ジーコ | 国際親善試合           |
| 2.  | 2003年12月07日 | 埼玉県               | 埼玉スタジアム2002               | 香港           | ○1-0 | ジーコ | 東アジア選手権         |
| 3.  | 2004年02月07日 | 茨城県               | 茨城県立カシマサッカースタジアム | マレーシア     | ○4-0 | ジーコ | キリンチャレンジカップ |
| 4.  | 2005年08月03日 | 大田                 |                                  | 中華人民共和国 | △2-2 | ジーコ | 東アジア選手権         |
| 5.  | 2005年08月07日 | 大邱                 |                                  | 韓国           | ○1-0 | ジーコ | 東アジア選手権         |
| 6.  | 2005年10月08日 | リガ                 |                                  | ラトビア       | △2-2 | ジーコ | 国際親善試合           |
| 7.  | 2005年10月12日 | キエフ               |                                  | ウクライナ     | ●0-1 | ジーコ | 国際親善試合           |
| 8.  | 2006年02月22日 | 神奈川県             | 横浜国際総合競技場               | インド         | ○6-0 | ジーコ | アジアカップ予選       |
| 9.  | 2006年06月12日 | カイザースラウテルン |                                  | オーストラリア | ●1-3 | ジーコ | ワールドカップ         |

### ゴール
| #  | 開催年月日   | 開催地     | 対戦国 | 勝敗  | 試合概要                   |
| -- | ------------ | ---------- | ------ | ----- | -------------------------- |
| 1. | 2005年8月3日 | 韓国、大田 | 中国   | △ 2-2 | 東アジアサッカー選手権2005 |

## タイトル

### クラブ
FC東京
- Jリーグカップ：1回（2004年 2009年）

バンコク・グラスFC
- タイFAカップ：1回（2014年）

セレッソ大阪
- Jリーグカップ：1回（2017年）
- 天皇杯：1回（2017年）
- FUJI XEROX SUPER CUP：1回（2018年）

### 個人
- 日本クラブユースサッカー選手権 (U-18)大会MIP (1999年)
- Jリーグ優秀選手賞 (2004年[78], 2010年[79])
- Jリーグフェアプレー個人賞 (2005年[31])

## 指導歴
- 2024年 FC刈谷 監督